# Dyschoriste nagchana
Dyschoriste nagchana är en akantusväxtart som först beskrevs av Christian Gottfried Daniel Nees von Esenbeck, och fick sitt nu gällande namn av S.S.R. Bennet. Dyschoriste nagchana ingår i släktet Dyschoriste och familjen akantusväxter. Inga underarter finns listade i Catalogue of Life.